# Hypsiboas prasinus
Espèce
Synonymes
- Hyla quoyi Bory de Saint-Vincent, 1828
- Hyla prasina Burmeister, 1856

Statut de conservation UICN

 LC  : Préoccupation mineure
Hypsiboas prasinus est une espèce d'amphibiens de la famille des Hylidae.

## Répartition
Cette espèce est endémique du Brésil. Elle se rencontre entre 800 et 1 400 m d'altitude dans les États de Rio de Janeiro, du Minas Gerais, de São Paulo, du Paraná, de Santa Catarina et du Rio Grande do Sul.

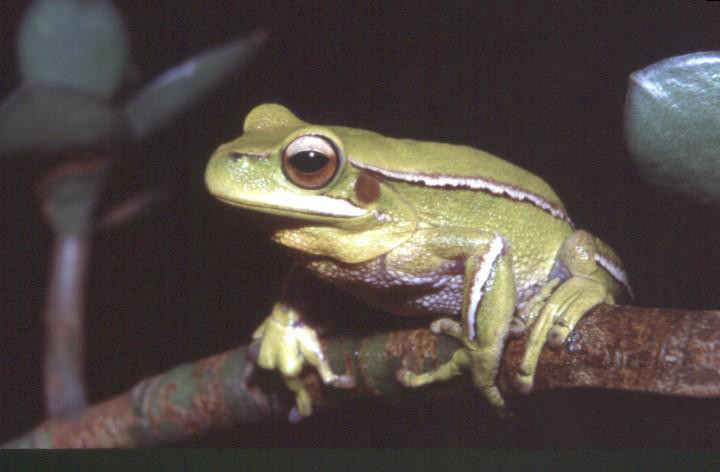
Hypsiboas prasinus

## Publications originales
- Bory de Saint-Vincent, 1828 : Dictionnaire classique d'histoire naturelle, vol. 14, p. 1-710 (texte intégral).
- Burmeister, 1856 : Erläuterungen zur Fauna Brasiliens, enthaltend Abbildungen und ausführliche Beschreibungen neuer oder ungenügend bekannter Thier-Arten. Druck und Verlag von Georg Reimer, Berlin, Deutschland.